# بياريت قطريب
بياريت قطريب (9 أكتوبر 1980 -)، ممثلة لبنانية.

## عن حياتها
ولدت في بيروت، درست المسرح في الجامعة اللبنانية، وحصلت على ماجستير في الترجمة من جامعة الروح القدس - الكسليك.

### مسيرتها المهنية
بدأت مسيرتها المهنية بالعمل كعارضة أزياء. بعدها عملت كمقدمة برنامج اطفال «صغار كبار» و من ثم كمذيعة لبرنامج «أخبار الصباح» في تلفزيون المستقبل منذ 2007، و «سوالفنا حلوة» على تلفزيون دبي. كما تعمل كسفيرة لشركة معجون الأسنان «سنسوداين».

### مسيرتها الفنية
بدأت التمثيل في برنامج «منع في لبنان» منذ 2001 على ال بي سي، وبعدها في البرنامج الكوميدي «ممنوعا» عام 2002. وبعدها قامت بدور «سيلينا» في عبدو وعبدو عام 2003، ولكن بدايتها الحقيقية كانت في عام 2007 بدور «عايدة أبو السعد» في نضال، وبرزت في دور «رشا» شقيقة سيرين عبد النور في روبي. كما شاركت في فيلم ميلودراما حبيبي، وفي مسرحية «طريق الشمس» لروميو لحود.

## حياتها الأسرية
متزوجة من الطبيب تيري ولديها طفلين (فالنتينا وكريستوف).

## أعمالها

### مسلسلات
| - ظل:(2022) أمل - رقصة المطر:(2022) - بكير:(2022) - ومشيت: (2018) - أمير الليل: (2016) - مدرسة الحب: (2016) - روبي: (2012) رشا - هروب: (2011) ندى | - خيوط في الهواء: (2011) - الشحرورة: (2011) سعاد الفغالي - كازانوفا: (2011) مايا - سيناريو: (2010) - السعادة الحقيقية: (2008) | - فارس الأحلام: (2008) - مالح يا بحر: (2007) جولييت - نضال: (2007) عايدة أبو السعد - عبدو وعبدو: (2003) سيلينا |

### أفلام
| - جبران: (2009) شارلوت تيلير - مرة أخرى: (2009) | - ميلودراما حبيبي: (2008) نادين - 11 فرايمز: (2008) |

### مسرحيات
- مسرحية طريق الشمس (2014)
- حركة 6 أيار (2017)

## وصلات خارجية
- بياريت قطريب على موقع IMDb (الإنجليزية)
- بياريت قطريب على موقع قاعدة بيانات الأفلام العربية
- بياريت قطريب على موقع قاعدة بيانات الفيلم (الإنجليزية)
- صفحة بياريت قطريب في قاعدة بيانات الأفلام العربية